# 2016년 상하이 국제 영화제
제19회 상하이 국제 영화제는 2016년 6월 11일에 열린 시상식이다.

## 수상 및 후보

### 금잔작품상
- 덕란 - 지에 리우 수상

### 금잔심사위원대상
- 씨 유 인 텍사스 - 비토 팰미에리 수상

### 금잔감독상
- 플라워스 오브 이블 - 안티 조키넨 수상

### 금잔남우주연상
- 추흉자야 - 유엽 수상
- 단지 - 후지야마 나오미 수상

### 최우수 액션 작품상
- 엽문3: 최후의 대결 - 엽위신 수상

### 최우수 액션 감독상
- 엽문3: 최후의 대결 - 엽위신 수상

### 최우수 액션 안무가
- 포인트 브레이크 - 존 데보 수상

### 최우수 액션 남우주연상
- 이스케이프 - 오웬 윌슨 수상

### 최우수 액션 여우주연상
- 쾌수창수쾌창수 - 장징추 수상

### 최우수 액션 신인 배우상
- 잡아야 산다 - 혁 수상

### 최우수 액션 특수효과 상
- 포인트 브레이크 - Jeb Corliss 수상

### 최우수 파이트 상
- 엽문3: 최후의 대결 - 엽위신 수상

### 금잔상-장편영화
- 추흉자야 - 초보평
- 덕란 - 지에 리우
- 플라워스 오브 이블 - 안티 조키넨
- 포레스트, 4 am - 얀 야쿱 콜스키
- 한나스 슬리핑 독스 - 안드레아스 그루버
- 헤이즈 - 랄스턴 호베르
- 히어 더 사일런스 - 에드 에렌버그
- 인 엠브리오 - 율리히 톰센
- 미스터 처치 - 브루스 베레스포드
- 단지 - 사카모토 준지
- 솔트 앤 파이어 - 베르너 헤어조크
- 씨 유 인 텍사스 - 비토 팰미에리
- 영혼의 순례길 - 장양
- 사운드 앤 퓨리 - 후만 세야디

### 금잔상-다큐멘터리
- 더 걸 후 세이브드 마이 라이프 - 호기르 히로리
- 미스터 가가 - 토머 헤이먼
- ROOF OF THE WORLD - ZENG Hai-ruo
- 위 아 엑스 - 스테판 키작
- 웬 투 월즈 콜리드 - 매튜 오젤

### 금잔상-애니메이션
- 에이프릴과 조작된 세계 - 크리스티앙 데마르 외 1명
- 몰리 몬스터 - 마티아스 브런
- PAT AND MAT - Marek Benes
- 락 도그 - 애쉬 브래넌
- 극장판 요괴워치: 염라대왕과 5개의 이야기다냥! - 타카하시 시게하루 외 1명

### 아시아신인작품상
- 티티 - 람 레디
- 천량지전 - 오중천
- 하나와 미소시루 - 아쿠네 토모아키
- 랜드 오브 더 리틀 피플 - 야니브 베르만
- 당인가탐안 - 진사성

### 아시아신인감독상
- 티티 - 람 레디
- 로스트 도터 - 첸 유지에
- 랜드 오브 더 리틀 피플 - 야니브 베르만
- 육요지마리 - 문장
- 아심작약 - 유자미

### 아시아신인각본상
- 제착심적착담 - 이우화
- 티티 - 람 레디
- 왓츠 인 더 다크니스 - 왕 위춘
- 당인가탐안 - 진사성
- 랜드 오브 더 리틀 피플 - 야니브 베르만

### 아시아신인촬영상
- 우리들 - 민준원
- 콜드니스 - 바흐만 아크
- Nirvana - XIE Xiaodong
- 아일랜드 퓨너럴 - Puttinpong Aroonpheng
- 랜드 오브 더 리틀 피플 - 라미 카트자브
- 우리들 - 김지현

### 아시아신인남우주연상
- 핑크와 그레이 - 나카지마 유토
- 플레져. 러브. - YING Daizhen
- 당인가탐안 - 류호연
- 콜드니스 - Sadra Daneshvar Heris
- Nirvana - QIN Yong

### 아시아신인여우주연상
- 우리들 - 최수인
- 콜드니스 - Nasrin Moradi
- 왓츠 인 더 다크니스 - SU Xiaotong
- 플레져. 러브. - 손이
- 로스트 도터 - LIN Zijun

### 트리뷰트 투 더 마스터즈
- 흔들리는 대지 - 루치노 비스콘티
- 아름다운 여인 - 루치노 비스콘티
- 백야 - 루치노 비스콘티
- 로코와 그의 형제들 - 루치노 비스콘티
- 들고양이 - 루치노 비스콘티
- 희미한 곰별자리 - 루치노 비스콘티
- 베니스에서의 죽음 - 루치노 비스콘티
- 희생 - 안드레이 타르코프스키
- 노스탤지아 - 안드레이 타르코프스키
- 잠입자 - 안드레이 타르코프스키
- 거울 - 안드레이 타르코프스키
- 솔라리스 - 안드레이 타르코프스키
- 안드레이 루블료프 - 안드레이 타르코프스키
- 이반의 어린 시절 - 안드레이 타르코프스키
- 증기기관차와 바이올린 - 안드레이 타르코프스키

### 4K 레스터레이션
- 드라큐라 - 프란시스 포드 코폴라
- 만춘 - 오즈 야스지로
- 초여름 - 오즈 야스지로
- 나는 기억한다 - 페데리코 펠리니
- 기아 해협 - 우치다 토무

### 한국영화
- 사도 - 이준익
- 극비수사 - 곽경택
- 검은 사제들 - 장재현
- 특종: 량첸살인기 - 노덕
- 오피스 - 홍원찬
- 경성학교: 사라진 소녀들 - 이해영
- 협녀, 칼의 기억 - 박흥식
- 널 기다리며 - 모홍진
- 지금은맞고그때는틀리다 - 홍상수
- 남과 여 - 이윤기
- 그날의 분위기 - 조규장
- 히말라야 - 이석훈
- 4등 - 정지우
- 대배우 - 석민우
- 목숨 건 연애 - 송민규
- 로봇, 소리 - 이호재
- 필름시대사랑 - 장률
- 다른 길이 있다 - 조창호
- 해어화 - 박흥식
- 히야 - 김지연
- 그놈이다 - 윤준형

### 클래식 007 영화 스크리닝
- 007 골든 아이 - 마틴 캠벨
- 007 카지노 로얄 - 마틴 캠벨
- 007 카지노 로얄 - 존 휴스턴
- 007 위기일발 - 테렌스 영
- 007과 여왕 - 피터 헌트
- 007 나를 사랑한 스파이 - 루이스 길버트
- 007 리빙 데이라이트 - 존 글렌

### 오스카 영화 파노라마
- 스티브 잡스 - 대니 보일
- 스파이 브릿지 - 스티븐 스필버그
- 브루클린 - 존 크로울리
- 조이 - 데이비드 O. 러셀
- 스포트라이트 - 토마스 맥카시
- 대니쉬 걸 - 톰 후퍼
- 룸 - 레니 에이브러햄슨
- 빅쇼트 - 아담 맥케이

### 유명일본 감독의 신작 리스트
- 가족은 괴로워 - 야마다 요지
- 어머니와 살면 - 야마다 요지
- 잔예 - 살아서는 안되는 방 - 나카무라 요시히로
- 크리피 - 구로사와 기요시
- 바닷마을 다이어리 - 고레에다 히로카즈
- 단식광대 - 아다치 마사오
- 더 위스퍼링 스타 - 소노 시온
- 테라포마스 - 미이케 다카시

### SIFF 업데이트 리스트 오브 블록버스터
- 사울의 아들 - 라즐로 네메스
- 프랑코포니아 - 알렉산더 소쿠로프
- 클랜 - 파블로 트라페로
- 프렌지 - 예민 엘퍼
- 무스탕: 랄리의 여름 - 데니즈 겜즈 에르구벤
- 어 워 - 토비아스 린드홈
- 더 펜서 - 클라우스 해로
- 더 랍스터 - 요르고스 란티모스
- 파이어 앳 시 - 잔프란코 로시
- 헤디 - 모하메드 벤 아티아

### 우디 앨런 최근 작품 회고전
- 카페 소사이어티 - 우디 앨런
- 이레셔널 맨 - 우디 앨런
- 매직 인 더 문라이트 - 우디 앨런
- 로마 위드 러브 - 우디 앨런
- 미드나잇 인 파리 - 우디 앨런

### 성룡 액션 영화 주간
- 베테랑 - 류승완
- 시카리오: 암살자의 도시 - 드니 빌뇌브
- 버스 657 - 스콧 만
- 이스케이프 - 존 에릭 도들
- 퍼슈트 - 폴 머시어
- 더 보디가드 - 유송
- 잡아야 산다 - 오인천

### 놓쳐선 안될 우수독일영화 in SIFF
- 악몽 - 아키즈
- 어 헤비 하트 - 토머스 스터버
- THE MANNY - 마치아스 슈와바이어퍼
- The Dark Side of the Moon - 스테판 릭
- 헬라스로 통하는 고속도로 - 아론 레만
- 더 큘페이블 - 거드 슈네이더
- 윈드스톰 2 - 카챠 본 가르니에
- 빅토리아 - 세바스티안 쉬퍼

### 장국영 탄생 60주년 기념 회고전
- 스피드 4초 - 나지량
- 성월동화 - 이인항
- 백발마녀전 - 우인태
- 가유희사 - 고지삼
- 종횡사해 - 오우삼
- 아비정전 - 왕가위
- 천녀유혼 - 정소동